# デイビッド・A・ホッブス
デイビッド・A・ホッブス（英語: David A. Hobbs、1949年4月25日-）は、アメリカ合衆国バージニア州リンチバーグ出身のバスケットボール指導者である。アラバマ大学などのNCAAカレッジバスケットボールチームで長年コーチを務め、2009年にはバスケットボール男子日本代表のヘッドコーチを務め東アジア選手権で準優勝の成績を残した。

## 来歴
フェラム大学、バージニア福祉大学で選手として活躍し、卒業後、リー=デイビス高校でコーチとしてのキャリアを始める。1976年よりヘッドコーチを務める。
1979年から母校のバージニア福祉大学のアシスタントコーチを務める。
1985年よりアラバマ大学に移り、1992年にはヘッドコーチに昇格。1994・95年の2年連続でNCAA出場へ導く。1996年にはNITファイナル4に進出。
2000年、ケンタッキー大学に移りアシスタントコーチとなる。2002年からはアソシエイトヘッドコーチを務め、5年連続NCAA出場を決める。
指導キャリアの中、アラバマ大学では、ロバート・オーリー、アントニオ・マクダイス、ケンタッキー大学ではテイショーン・プリンス、キース・ボーガンス、チャック・ヘイズら、後のNBAプレイヤーの指導に当たった。
2008年はNBA、シャーロット・ボブキャッツのスカウトを務める。
2009年、バスケットボール男子日本代表ヘッドコーチに就任。東アジア選手権で準優勝の成績を残したが、大会前より体調が思わしくないため、大会後に休養に入り、アジア選手権では倉石平強化部長に交代。